# HD 36734
HD 36734，又名CD-46 1892，SAO 217382、HR 1870，是一颗恒星，视星等为5.86，位于銀經252.02，銀緯-32.61，其B1900.0坐标为赤經5h 28m 45.5s，赤緯-45° -32.61′ 55″。